# Jesús Camacho
Jesús Camacho (* 6. März 1998 in Mexiko-Stadt) ist ein mexikanischer Squashspieler.

## Karriere
Jesús Camacho begann seine professionelle Karriere in der Saison 2014 und gewann bislang fünf Titel auf der PSA World Tour. Seine höchste Platzierung in der Weltrangliste erreichte er mit Position 68 im Juli 2018.

## Erfolge
- Gewonnene PSA-Titel: 5